# Shabnam Nasimi
Shabnam Nasimi (en persa: شبنم نسیمی‎) (Afganistán, 16 de febrero de 1991) es una activista social, comentarista y figura política británica nacida en Afganistán. Fue asesora de políticas de la Ministra de Reasentamiento de Afganos, Victoria Atkins, y del ministro de Refugiados, Richard Harrington. Miembro del Partido Conservador, Nasimi fue candidata en las elecciones locales de 2021.

## Trayectoria
La familia de Nasimi llegó al Reino Unido desde Afganistán, después de huir del régimen talibán en 1999. Su padre, Nooralhaq Nasimi, se había doctorado en Derecho en la ex Unión Soviética y su madre, Mahboba, había completado su maestría en Jurisprudencia; ambos valoraban la educación por encima de todo. El Dr. Nooralhaq Nasimi, fundó y dirige la galardonada organización benéfica Afghanistan & Central Asian Association desde 2001 para apoyar la integración de las comunidades de refugiados y migrantes en el Reino Unido.
Nasimi fue a la escuela de la Iglesia de Inglaterra St Saviour's y St Olave's hasta los 18 años, completando allí su educación secundaria. Estudió en la Universidad Abierta, donde se licenció en Derecho. Posteriormente hizo una maestría en Gobernanza Global y Seguridad Internacional en la Universidad de Birkbeck.
Shabnam Nasimi fue nombrada asesora de políticas de la Ministra de Reasentamiento de Afganistán (la diputada Victoria Atkins) en noviembre de 2021 y del ministro de Refugiados (Lord Harrington) en febrero de 2022. Trabajó en los planes del primer ministro Boris Johnson, denominados "Operación Cálida Bienvenida", incluida la exitosa integración de los afganos que apoyaron al Reino Unido en el conflicto, sus familias y aquellos en mayor riesgo que habían sido evacuados.
En 2019, Nasimi fundó Conservative Friends of Afghanistan.
Ha asesorado a la FCDO, al Enviado Especial de la UE para Afganistán y a otras empresas privadas, agencias gubernamentales y ONG sobre Afganistán, y es una ardiente defensora de los derechos de las mujeres y embajadora de la campaña 50:50 Parliament.
Ha escrito para The Times, para la revista Prospect, para los sitios web Quillette y Free Market Conservatives y para el blog ConservativeHome. Se la ha acusado de plagiar repetidamente a otros periodistas en sus artículos. Nasimi ha aparecido como comentarista política en Newsnight, BBC News, ITV News, Channel 4, y Channel 5 News, así como en otros medios internacionales, para brindar comentarios y análisis sobre la política británica, la política exterior, la inmigración y la integración social, las comunidades de minorías étnicas en el Reino Unido y la igualdad de género.

## Reconocimientos
En el Día Internacional de la Mujer de 2022, Nasimi fue incluida en la lista Mujeres en Westminster: The 100  - Ones to Watch. En 2019, Nasimi fue nominada y preseleccionada como una de las 100 mujeres de la BBC durante 2019.

## Opiniones y actividad política
En las elecciones locales de mayo de 2021, Nasimi se presentó como candidata al escaño del consejo del barrio de Cranford en Hounslow por el Partido Conservador. Nasimi obtuvo 1.191 votos y quedó en segundo lugar entre los 5 candidatos que se presentaron. Nasimi se ha pronunciado a favor de la retirada del Reino Unido de la Unión Europea y ha declarado que votó a favor del Brexit.
Nasimi apoyó a Boris Johnson en las elecciones de liderazgo del Partido Conservador de 2019.